# Чемпионат Европы по спидвею среди пар
Чемпионат Европы по спидвею среди пар - ежегодный турнир, проводимый Европейским Мотоциклетным Союзом (UEM), начиная с 2004 года. 
В 2005 году назывался "Открытый чемпионат Европы по спидвею среди пар" с целью привлечения американской и австралийской команд. Остальные турниры проводились в обычном формате.

## Правила турнира
Минимальный возраст для участия в турнире - 16 лет.

### Составы команд
Участие в каждом этапе соревнований принимают 6 или 7 команд. В состав каждой из команд входят 2 основных участника и 1 запасной. Запасной гонщик может заменять любого основного в любом заезде не более 5 раз (при сетке на 6 команд) или 6 раз (при сетке на 7 команд) по решению тренера.
| 6 команд | 7 команд |
| --- | --- |
| - Команда A: №№ 1, 2 и 13 - Команда B: №№ 3, 4 и 14 - Команда C: №№ 5, 6 и 15 - Команда D: №№ 7, 8 и 16 - Команда E: №№ 9, 10 и 17 - Команда F: №№ 11, 12 и 18 | - Команда A: №№ 1 2, и 15 - Команда B: №№ 3 4, и 16 - Команда C: №№ 5 6 и 17 - Команда D: №№ 7, 8, и 18 - Команда E: №№ 9, 10 и 19 - Команда F: №№ 11, 12 и 20 - Команда G: №№ 13, 14 и 21 |

## Победители
| Год  | Место финала      | Победитель                                                      | Второе место                                                | Третье место                                                  |
| 2004 | Дебрецен          | Чехия Алеш Дрымль, Лукаш Дрымль, Богумил Бргел                  | Россия Семён Власов, Сергей Филюшин, Ренат Гафуров          | Польша Рафал Шомберски, Томаш Гапиньски, Роберт Косьцеха      |
| 2005 | Гданьск           | Польша Роберт Косьцеха, Кшиштоф Каспшак, Януш Колодзей          | Чехия Алеш Дрымль, Лукаш Дрымль, Богумил Бргел              | Словения Изак Шантей, Матей Жагар                             |
| 2006 | Лендава           | Польша Себастьян Уламек, Веслав Ягусь, Марцин Ремпала           | Словения Изак Шантей, Матей Жагар, Ерней Коленко            | Венгрия Норберт Магоши, Ласло Сатмари                         |
| 2007 | Терензано         | Чехия Алеш Дрымль, Лукаш Дрымль, Зденек Симота                  | Польша Славомир Драбик, Адам Скорницки, Кшиштоф Яблоньски   | Россия Денис Гизатуллин, Ренат Гафуров                        |
| 2008 | Начбах-Лойперсбах | Польша Себастьян Уламек, Адам Скорницки, Кароль Зомбик          | Чехия Алеш Дрымль, Лукаш Дрымль, Адриан Рымель              | Россия Роман Поважный, Ренат Гафуров, Алексей Харченко        |
| 2009 | Мишкольц          | Чехия Алеш Дрымль, Лукаш Дрымль, Матей Кус                      | Россия Ренат Гафуров, Григорий Лагута, Артём Лагута         | Польша Роберт Миськовяк, Ронни Ямрожи, Даниель Еленевски      |
| 2010 | Штральзунд        | Чехия Алеш Дрымль, Лукаш Дрымль, Матей Кус                      | Германия Мартин Смолински, Тобиас Кронер, Роберто Хаупт     | Хорватия Юрица Павлич, Дино Ковачич                           |
| 2011 | Пила              | Польша Ярослав Хампель, Пшемыслав Павлицки, Пётр Павлицки       | Венгрия Норберт Магоши, Йозеф Табака                        | Россия Ренат Гафуров, Виктор Голубовский                      |
| 2012 | Ровно             | Украина Андрей Карпов, Александр Локтаев, Станислав Мельничук   | Латвия Анджей Лебедев, Кястас Пуоджукс                      | Дания Кенни Ларсен, Петер Килдеманд                           |
| 2013 | Херксхайм         | Германия Мартин Смолински, Кевин Волберт, Макс Дилгер           | Польша Себастьян Уламек, Норберт Косцюх, Мариуш Пушаковски  | Украина Андрей Карпов, Александр Локтаев, Станислав Мельничук |
| 2014 | Дивишов           | Чехия Вацлав Милик, Эдуард Крчмар, Томаш Суханек                | Польша Дамиан Балински, Себастьян Уламек, Адриан Медзински  | Россия Денис Гизатуллин, Виталий Белоусов                     |
| 2015 | Дебрецен          | Польша Дамиан Балински, Себастьян Уламек, Давид Лампарт         | Россия Виталий Белоусов, Григорий Лагута                    | Чехия Вацлав Милик, Эдуард Крчмар, Зденек Холуб               |
| 2016 | Рига              | Италия Николас Коватти, Николас Висентин                        | Дания Михаэль Йепсен Йенсен, Расмус Йенсен                  | Латвия Анджей Лебедев, Кястас Пуоджукс, Евгений Костыгов      |
| 2017 | Лониго            | Польша Тобиаш Муселяк, Гжегож Зенгота                           | Россия Артём Лагута, Андрей Кудряшов, Виктор Кулаков        | Франция Давид Беллего, Димитри Берже                          |
| 2018 | Бровст            | Польша Тобиаш Муселяк, Гжегож Зенгота, Якуб Ямрог               | Дания Михаэль Йепсен Йенсен, Андерс Томсен, Томас Йоргенсен | Италия Николас Коватти, Микеле Пако Кастанья                  |
| 2019 | Балаково          | Россия Виктор Кулаков, Григорий Лагута, Владимир Бородулин      | Чехия Вацлав Милик, Эдуард Крчмарж, Ондржей Сметана         | Латвия Анджей Лебедев, Олег Михайлов                          |
| 2020 | Теренцано         | Польша Якуб Ямрог, Виктор Трофимов, Матеуш Черняк               | Латвия Анджей Лебедев, Олег Михайлов, Евгений Костыгов      | Франция Димитри Берже, Давид Беллего, Жордан Дюбернар         |
| 2021 | Макон             | Франция Димитри Берже, Давид Беллего, Стивен Горе               | Польша Якуб Ямрог, Гжегож Зенгота, Бартломей Ковальский     | Латвия Анджей Лебедев, Евгений Костыгов                       |
| 2022 | Слангеруп         | Дания Расмус Йенсен, Михаэль Йепсен Йенсен, Йонас Сейферт-Сальк | Чехия Вацлав Милик, Ян Квех, Даниэль Клима                  | Польша Норберт Краковяк, Гжегож Зенгота, Кацпер Плудра        |
| Год  | Место финала      | Победитель                                                      | Второе место                                                | Третье место                                                  |

## Медальный зачёт
| Позиция | Страна   | Gold | Silver | Bronze | Всего |
| ------- | -------- | ---- | ------ | ------ | ----- |
| 1.      | Польша   | 8    | 4      | 3      | 15    |
| 2.      | Чехия    | 5    | 4      | 1      | 10    |
| 3.      | Россия   | 1    | 4      | 4      | 9     |
| 4.      | Дания    | 1    | 2      | 1      | 4     |
| 5.      | Германия | 1    | 1      |        | 2     |
| 6.      | Франция  | 1    |        | 2      | 3     |
| 7.      | Украина  | 1    |        | 1      | 2     |
|         | Италия   | 1    |        | 1      | 2     |
| 9.      | Латвия   |      | 2      | 3      | 5     |
| 10.     | Венгрия  |      | 1      | 1      | 2     |
|         | Словения |      | 1      | 1      | 2     |
| 12.     | Хорватия |      |        | 1      | 1     |

## Статистика
Наиболее титулованными чемпионами Европы по спидвею среди пар являются:
| четырёхкратные чемпионы: - Алеш Дрымль (2004, 2007, 2009, 2010) - Лукаш Дрымль (2004, 2007, 2009, 2010) трехкратный чемпион: - Себастьян Уламек (2006, 2008, 2015) |